# Roncus leonidae
Roncus leonidae är en spindeldjursart som beskrevs av Beier 1942. Roncus leonidae ingår i släktet Roncus och familjen helplåtklokrypare.

## Underarter
Arten delas in i följande underarter:
- R. l. leonidae
- R. l. ruffoi